# Carles Castellanos i Llorenç
Carles Castellanos i Llorenç   (Barcelona, 1942) és un escriptor, traductor i activista polític independentista català. Va ser un dels impulsors de la Carta de Brest, un document signat el 1974 per a implicar els pobles europeus sense estat en la lluita anticolonial.
És doctor en Traducció per la Universitat Autònoma de Barcelona, ha estat director del Departament de Traducció i Interpretació d'aquesta Universitat i actualment és professor d'estudis de doctorat d'aquest Departament. És soci de l'Assemblea Nacional Catalana i en va ser vicepresident entre els anys 2012 i 2013, També és militant de Poble Lliure i de la Candidatura d'Unitat Popular.

## Biografia
Quan era un noi participà en tasques reivindicatives i culturals al barri de Sant Andreu de Palomar de Barcelona i ingressa al Front Nacional de Catalunya (FNC) el 1960. El 1968 va ser un dels fundadors del Partit Socialista d'Alliberament Nacional (PSAN). El 1974 participà en la creació del Partit Socialista d'Alliberament Nacional Provisional (PSAN-P) a partir d'una escissió del PSAN. El 1979 formà Independentistes dels Països Catalans (IPC) després de la unió amb l'Organització Socialista d'Alliberament Nacional (OSAN) de Catalunya del Nord. Posteriorment va ser un dels impulsors del Moviment de Defensa de la Terra (MDT) entre els anys 1983-1984, i s'hi incorporà altra vegada el 1985 (després que IPC abandonés temporalment aquesta organització). Durant les dècades posteriors fou un dels dirigents més destacats de l'MDT. A causa de militar a l'Esquerra Independentista ha patit diverses detencions i empresonaments durant els primers anys de la Transició, el 1981, el 1982 (per ser portador d'una la pancarta amb el lema «Independència»), el 1988 i el 1992, quan va ser perseguit durant l'Operació Garzón, raó per la qual va passar a la clandestinitat i es va haver d'exiliar.
És membre, entre altres entitats, del Centre de Recerca i Documentació Pau Vila, del Fòrum Català pel Dret a l'Autodeterminació, del Cercle 21 i de la Plataforma pel Dret de Decidir. Ha estat un dels impulsors destacats dels Grups de Defensa de la Llengua (1982-1988) i del Tercer Congrés de Cultura Catalana (1999-2001). Fou vicepresident de l'Assemblea Nacional Catalana entre els anys 2012 i 2013.
La perllongada militància independentista li ha comportat nombroses detencions i tortures, amb 4 períodes de presó, clandestinitat i exili.

## Tasca acadèmica
És enginyer industrial i lingüista, autor i coautor de diverses obres lexicogràfiques, entre les quals destaquen el Diccionari francès-català/català-francès (1979, ampliat el 2003), el Diccionari d'informàtica (1982), el Diccionari de paranys de traducció (falsos amics) (2000) i el Diccionari bàsic occità-català (2008). Va dirigir el Projecte ACTIU (per a l'aprenentatge del català per a mitjans informàtics) entre el 1977 i el 1982. A més, és autor de nombrosos articles i treballs de tema sociolingüístic, historiogràfic i polític, entre els quals: El fenomen nacional (1974), Elements del materialisme històric (1977), Petit diccionari de l'independentisme (1988-90), Una llengua sense ordre ni concert (1993), Llengua i variació (1993), L'independentisme català, 1979-1994 (1994), Llengua, dialectes i estandardització (2002).
Ha traduït diverses obres del francès, Catalunya mil anys enrere, de Pierre Bonnassie (t. 1981) i Els paradisos artificial de Baudelaire (t. 1990); de l'egipci clàssic, Història de Sinuhè i altres contes (2005); i, de l'amazic, el recull de poemes Sol cec, de Salem Zenia (2008).
Estudiós de l'estandardització lingüística i de les llengües afroasiàtiques, ha fet la tesi i ha publicat diversos treballs sobre la llengua amaziga, com La llengua rifenya (1995) o Guia de conversa universitària amazic-català (2006) i actualment és vicedirector de l'Observatori Català de la Llengua Amaziga.

## Obra publicada
- Diccionari francès-català (1979)
- Diccionari d'informàtica (1986)
- Una llengua sense ordre ni concert (1993)
- Llengua, dialectes i estandardització (2000)
- Reviure els dies. Records d'un temps silenciat.  Lleida: Pagès Editors, 2003. ISBN 978-84-7935-184-7.[11]
- Els amazics (CIEMEN, 2010)
- Els cosins del català (Volaina Edicions, 2019)
- Reviure els fets: Memòries polítiques (1960-2020) (Edicions del 1979, 2020)[12]